# Jordi Gonzalvo
Jordi Gonzalvo Solà, nacido en Barcelona, el 13 de junio de 1947, es un jugador y entrenador de fútbol español. Hijo de José Gonzalvo (Gonzalvo II) que fue jugador, entrenador y directivo del FC Barcelona.
Jugador de fútbol en las categorías inferiores del Fútbol Club Barcelona, después jugador varios equipos catalanes entre ellos la Unió Esportiva Sant Andreu, Blanes, Sardañola, y otros.
Entrenador nacional de fútbol que ha dirigido entre otros al Cádiz Club de Fútbol, Club Deportivo Castellón, Levante Unión Deportiva, Nàstic de Tarragona, UE Lleida, Unió Esportiva Figueres, Terrassa Fútbol Club, Unió Esportiva Sant Andreu y la UDA Gramanet.
Ha sido comentarista de TV3, Televisión de Cataluña, en análisis técnicos de las retransmisiones de Segunda división A y Segunda división B en el periodo 2001-2018.